# 富実村
富実村（とみざねむら）は、かつて新潟県南魚沼郡にあった村。

## 沿革
- 1889年（明治22年）4月1日 - 町村制施行に伴い南魚沼郡天野沢村、泉盛寺村、樺野沢村、樺野沢新田が合併し、富実村が発足。
- 1906年（明治39年）4月1日 - 南魚沼郡塩沢町、吉里村、栃窪村、中目来田村、上島村、大富村（一部）と合併し、塩沢町を新設して消滅。